# التئام الجروح
| كشط في اليد                     |   |    |    |
|                                 |   |    |    |
| عدد الأيام التقريبي بعد الإصابة |   |    |    |
| 0                               | 3 | 17 | 30 |

التئام الجروح يعني برء والتحام الجرح؛ هناك التئام جرح النّسيج الرّخو كالجلد والأحشاء، وتؤمّنه الخلايا الدّموية بتوضّعها على سداة النّسيج الضّام. وهناك التئام جرح النّسيج العظمي أو الجبر، يتمّ بتوضّع الكالسيوم على السّداة الضّامّية وهو ما يدعى بالتّكلّس (لتسهيله، تـثبّت بؤرة الكسر بجبيرة جبصية ممتدّة تهمّ عالية البؤرة وسافلتها، وقد يكون التّثبيث جراحيا للكسر متعدّد البؤر).
يشير التئام الجروح هنا إلى الزمن أو الجدول الزمني للتغيّرات الفيزيائية (الأطوار) التي تحدث لعمية الإصلاح ما بعد الإصابة. في الجلد غير التالف، تكوّن طبقتا البشرة (الطبقة السطحية) والأدمة (الطبقة الأعمق) حاجزاً وقائياً ضد البيئة الخارجية. عندما يتم كسر هذا الحاجز، تبدأ سلسلة من الأحداث البيوكيميائية لإعادة إصلاح الضرر. تقسم هذه العملية إلى مراحل معروفة: تخثّر الدم (الإرقاء)، حدوث التهاب، نمو الأنسجة (انتشار)، إعادة تشكيل الأنسجة (النضج). يمكن اعتبار تخثر الدم جزءا من مرحلة الالتهاب بدلاً من اعتباره مرحلة منفصلة..
عملية التئام الجروح ليست معقدة فحسب، بل هي عملية هشّة، وقد تفشل إذا ما أعيقت لسبب ما، مما يؤدي إلى تشكّل جرح مزمن غير قابل للشفاء.
من العوامل التي تساهم في عدم شفاء الجروح المزمنة مرض السكري وأمراض الشرايين والعدوى ونقص التمثيل الغذائي عند كبار السن.
تساعد العناية بالجروح من سرعة التئامها وذلك بتنظيف الجرح وحمايته من إعادة الإصابة أو العدوى. وفقاً لاحتياجات كل مريض، يمكن أن تتراوح العناية اللازمة من تقديم إسعاف أولي بسيط إلى اللجوء لتمريض كامل قد يشمل أيضاً وحدة العناية بالحروق.

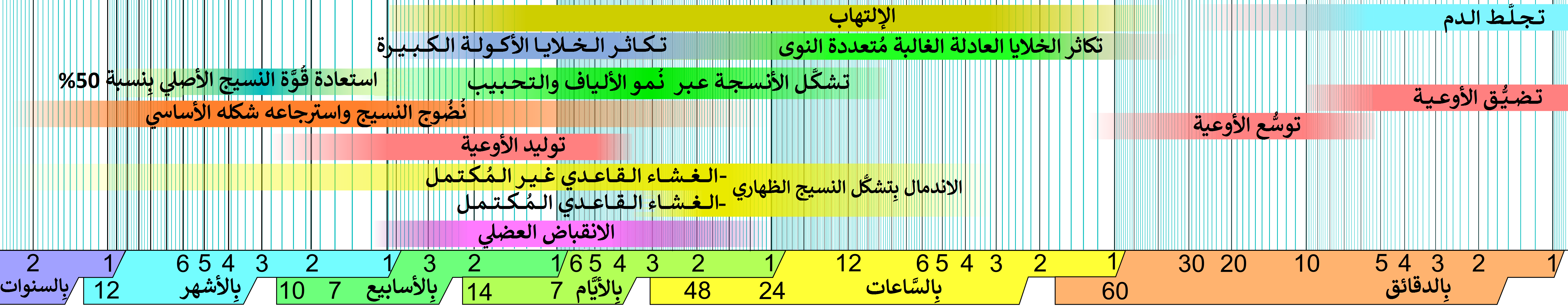
الأوقات التقريبية لمراحل التئام الجروح المختلفة، فترات التلاشي توضح تبايناً كبيرا، وهذا يتوقف على حجم الجرح وظروف الشفاء، لكن الصورة لا توضّح الإعاقات الرئيسية التي تسبب الجروح المزمنة.

## التوقيت وإعادة الاندماج
الزمن عامل مهم للتئام الجروح. والأهم من ذلك، توقيت إعادة الاندمال حيث يحدد نتيجة الشفاء. ؛إذا كان اندمال الأنسجة في المنطقة المجروحة بطيئاً، ستتشكل ندبة على مدى عدة أسابيع أو أشهر إذا كان اندمال المنطقة المجروحة سريعاً، فإن الالتئام سيُنتِج تجدداً للجرح.

## العوامل المؤثرة في التئام الجروح
ثمة عوامل عديدة تتحكم في فعالية وسرعة وطريقة التئام الجروح، وتقع ضمن صنفين: عوامل محلية وعوامل نظامية

### عوامل محلية
- الرطوبة: الحفاظ على الجرح رطباً بعد تجفيفه يسرّع من التئام الجرج ويقلل من حدوث ألم وتشكّل الندوب[9]
- عوامل ميكانيكية
- الاستسقاء
- نقص التروية والنخر
- الأجسام الخارجية: الأجسام الغريبة الحادة والصغيرة يمكن أن تخترق الجلد وتتسبب بجروح سطحية صغيرة، لكنها أيضاً تسبب إصابات داخلية ونزيفاً داخلياً. بالنسبة للأجسام الخارجية المصنوعة من الزجاج، تسبب في كثير من الأحيان إصابات كبيرة تحت الجلد في منطقة الجرح.[10] تتطلب جروح الأعصاب من الدرجة الأولى بضع ساعات قد تمتد إلى بضع أسابيع للتعافي.[11]

إذا مرّت الأجسام الغريبة أثناء اختراقها العضو المصاب بالقرب من عصب وتسببت بجرحه (جرح عصب من الدرجة الأولى)، فإن الإحساس بوجود جسم غريب داخل الجرح الداخلي والألم الناتج عنه قد يتأخر لبضع ساعات أو حتى أسابيع من الدخول. الزيادة المفاجئة في الألم أثناءالأسابيع القليلة الأولى من التئام الجرح قد تكون علامة يرسلها العصب المتعافي بوجود جرح داخلي، وليس عدوى داخلية.
- توتر غاز الدم المنخفض
- النضح